# 国鉄セフ1形貨車
国鉄セフ1形貨車（こくてつセフ1がたかしゃ）は、かつて、日本国有鉄道（国鉄）に在籍した12 t積の石炭緩急車である。

## 概要
セフ1形は1954年（昭和29年）から1959年（昭和34年）にかけてセムフ1000形（セフ1 - セフ120）、セム6000形（セフ121 - セフ310）を種車として310両（セフ1 - セフ310）が改造製作された12 t積み石炭緩急車である。製作は若松工場、小倉工場の2か所にて行われた。
種車であるセムフ1000形、セム6000形の2形式はいずれも準戦時型の石炭車として開発された車両であり極端な軽量化を図ったため、また戦時中の酷使が災いし台枠を中心に問題が発生し始めてきた。このため一部の車両では改造工事も着手されていた。セムフ1000形は更に車掌室の移住環境がひどく車掌室は長さ0.6 m、高さ1.8 mに丸腰掛1個の最低限の設備であったため、改善が急務とされた。ここでまずセムフ1000形の改造が昭和29年度から着手された。セムフ1000形の残存車両全ての改造が終了したが尚石炭緩急車を必要としたのでセム6000形の改造工事に昭和32年度から着手された。改造後車両車掌室は高さこそ変化が小さかったものの、長さは1.48 mに延長され、机、区分棚、ストーブが新たに設置された。 
車体塗色は黒一色であったが、1968年（昭和43年）10月1日ダイヤ改正では高速化不適格車とされて最高速度65 km/hの指定車となり、識別のため記号に「ロ」が追加され「ロセフ」となり黄1号の帯を巻いている。寸法関係は全長は6,500 mm、全幅は2,590 mm、全高は3,045 mm、自重は9.8 t、換算両数は積車2.2、空車1.0であった。
1985年（昭和60年）に最後まで在籍した車両が廃車になり同時に形式消滅となった。